# Heinrich Josef Oberheid
Heinrich Josef Oberheid (* 7. Februar 1895 in Mülheim an der Ruhr; † 7. November 1977 in Düsseldorf) war ein nationalsozialistischer evangelischer Theologe. Er wurde 1933 für ein halbes Jahr von den  „Deutschen Christen“ als evangelischer Bischof des Bistums Köln-Aachen eingesetzt.

## Studien und Karriere
Der bedeutende Mülheimer Großindustrielle Hugo Stinnes wurde der entscheidende Förderer von Oberheid, der in einfachen Verhältnissen als jüngstes Kind eines katholischen Weichenstellers und dessen evangelischer Frau geboren worden war. Mit der Unterstützung von Stinnes konnte er 1914 seine Reifeprüfung am Staatlichen Gymnasium in Mülheim an der Ruhr ablegen. Anschließend nahm er ein Theologiestudium an der Universität Marburg auf, währenddessen er der christlichen Studentenverbindung Marburger Wingolf beitrat, der er bis 1936 angehörte. Ab Januar 1916 meldete er sich freiwillig zum Kriegsdienst und erlitt 1918 eine Verwundung, nachdem er sich bereits einen Ruf als hartnäckiger Nahkämpfer erworben hatte. Am Ende des Krieges hatte er es bis zum Leutnant gebracht.
Nach den Schrecken des Krieges schien ihm ein Theologiestudium nicht mehr angebracht. Er wandte sich der Nationalökonomie zu und begann im Februar 1919 mit dem Studium in Heidelberg, das er wegen einer Sonderbestimmung für „Kriegsnotsemester“ schon im November 1919 des gleichen Jahres mit der Promotion zum Dr. phil. abschließen konnte. In seiner Dissertation, die nicht erhalten ist, beschäftigte er sich auf Anregung seines Förderers Stinnes mit dem Verlust der Eisenerzvorkommen in Lothringen. Übergangsweise arbeitete er als Bergmann und wurde im Sekretariat von Stinnes ausgebildet. Ab 1920 war er im Bergbau-Verein zuständig für Tariffragen. Anschließend kam er zum Stinnes-Konzern und wurde zum Direktor der Stinnes-Eisen ernannt.
Nach dem Tod von Stinnes schied  er aus dem Konzern aus und zog sich auf sein 1923 erworbenes Gut Schlechtenbeck bei Radevormwald zurück. Dort orientierte er sich neu und nahm 1926 in Bonn das Theologiestudium wieder auf. Dort freundete er sich mit Carl Schmitt an.  Das erste Examen legte er 1931 ab. Sein Vikariat leistete er in Remscheid ab. Erst nach weiteren schriftlichen Examensleistungen bestand er die zweite theologische Prüfung im Dezember 1932. Seine erste Gemeinde war 1933 die Diasporagemeinde Asbach-Kircheib im Westerwald.

## Oberheid als Nationalsozialist
Von 1920 bis 1922 war Oberheid Mitglied des Deutschvölkischen Schutz- und Trutzbundes. 1928 wurde er Mitglied der NSDAP, die er 1932 wieder verließ, und 1929 Mitglied SA. Als SA-Sturmführer hielt er in seiner Vikariatszeit SA-Feldgottesdienste ab und wandte sich den Deutschen Christen (DC) zu. Sein rascher Aufstieg begann bereits 1933, als er als Obmann der DC im Gau Koblenz-Trier in das Rheinische Konsistorium berufen wurde. Nun trat er in SA-Uniform bei zahlreichen Veranstaltungen der DC auf.

## Bischof von Köln-Aachen
Auf Beschluss des Kirchensenats der Evangelischen Kirche der Altpreußischen Union wurde Oberheid im Oktober 1933 zum Bischof der Rheinischen Provinzialkirche, die nun „Bistum Köln-Aachen“ genannt wurde, ernannt. Er war davon überzeugt, dass der evangelisch-reformatorische Glauben mit der nationalsozialistischen Bewegung verschmolzen werden müsse. Doch schon bald regte sich gegen den raschen Aufstieg Oberheids Widerstand. Deshalb nannte er sich nur „Landespfarrer“ und gab dieses Amt auf, als er im November 1933 Mitarbeiter des Reichsbischofs Ludwig Müller und dessen Chef des Stabes wurde. Er erhielt Weisungsbefugnis und war auf dem Höhepunkt seiner kirchlichenpolitischen Macht. Ferner war er Referent für Kirchenrecht in der von Hans Frank gegründeten nationalsozialistischen Akademie für Deutsches Recht.
Doch schon kurz danach ließ er sich wegen innerer Machtkämpfe von seinem Amt in Berlin beurlauben. In seiner Landeskirche hatte man keine Verwendung mehr für ihn und er wurde 1937 als Pfarrer für gesamtkirchliche Aufgaben in den Dienst der Thüringer Landeskirche übernommen. Im Frühjahr 1939 erklärte er seine Mitarbeit am Institut zur Erforschung und Beseitigung des jüdischen Einflusses auf das deutsche kirchliche Leben.
Am 1. August 1939 meldete sich Oberheid erneut freiwillig zum Kriegsdienst und versah seinen Dienst als Hauptmann, bis er in amerikanische Gefangenschaft geriet, aus der er bereits Ende 1945 entlassen wurde. Bereits während der Gefangenschaft mied Oberheid jeden Kontakt zu anderen Geistlichen.

## Nachkriegskarriere
Die Thüringer Landeskirche entließ ihren nun ungeliebten Pfarrer, und auch die rheinische Kirche lehnte eine Wiedereinstellung ab. Oberheid musste sich beruflich neu orientieren. Er trat 1950 in eine im Stahlhandel tätige Düsseldorfer Firma ein, deren Generalbevollmächtigter er bis zu seiner Pensionierung blieb.

## Trivia
Die an der evangelischen Kirche in Mülheim-Dümpten vorbeiführende Oberheidstraße ist nicht nach ihm, sondern nach der dortigen Flurbezeichnung Obere Heide benannt.

## Werke
- Unpolitisches deutsches Christentum. Ein Wort über das „Politische Christentum“ des Professors Paul Althaus. Bonn 1936.

## Weitere Quellen
- Stadtarchiv Mülheim an der Ruhr, Bestand 1550, Nr. 222 (Mülheimer Persönlichkeiten)